# Тимофей Руслан Леонідович
Руслан Леонідович Тимофей (2002, смт Кострижівка, Заставнівський район, Чернівецька область, Україна — 30 квітня 2022 року, поблизу смт Малі Феськи, Богодухівський район, Харківська область, Україна) — український військовослужбовець, солдат Збройних Сил України, учасник російсько-української війни, що загинув під час російського вторгнення в Україну у 2022 році. Кавалер ордена «За мужність» III ступеня (2022, посмертно). Почесний громадянин Тернопільської області (2024, посмертно).

## Життєпис
Народився в 2002 році в смт Кострижівці Заставнівського району на Буковині.
Закінчив Тернопільський професійний коледж з посиленою військовою та фізичною підготовкою (2020).
Солдат, військову службу проходив у складі 1-ї гірсько-штурмової роти (підрозділ — не уточнено).
Загинув 30 квітня 2022 року в результаті мінно-вибухової травми поблизу смт Малі Феськи Богодухівського району на Харківщині.

## Нагороди
- орден «За мужність» III ступеня (02.06.2022, посмертно) — за особисту мужність і самовіддані дії, виявлені у захисті державного суверенітету та територіальної цілісності України, вірність військовій присязі[1];
- почесний громадянин Тернопільської області (2024, посмертно)[2].

## Вшанування пам'яті
В 2022 році, на честь Руслана Тимофея, в місті Збаражі на Тернопільщині було названо вулицю.
У жовтні 2022 року на фасаді Збаразького військового коледжу відкрито меморіальну дошку Русланові Тимофею.